# فدراسیون جهانی جودو
فدراسیون جهانی جودو (انگلیسی: International Judo Federation) نهاد اداره‌کننده مسابقات جودو در سطح جهان است.
این سازمان در سال ۱۹۵۱ تأسیس شده و مقر آن لوزان، سوئیس است.